# Vila Propício
Vila Propício is een gemeente in de Braziliaanse deelstaat Goiás. De gemeente telt 5.359 inwoners (schatting 2009).